# Notfallkrankenwagen

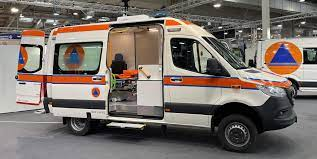
Prototyp des neuen N-KTW (ab 2023) den das BBK den Ländern als ergänzende Ausstattung für den Katastrophenschutz und Verwendung in der Medizinischen Task Force zur Verfügung stellt, hier vorgestellt auf der Interschutz 2022 in Hannover

Als Notfallkrankenwagen bzw. Notfallkrankentransportwagen (abgekürzt NKTW, in Österreich NKW), vereinzelt auch Notfalltransportwagen (NTW) oder – fälschlicherweise – Mehrzweckfahrzeug (MZF) genannt, wird im Rettungsdienst ein Krankenkraftwagen bezeichnet, der für den Transport, die Erstversorgung und die Überwachung von Patienten konstruiert und ausgerüstet ist. Je nach Bedarf kann ein Notfallkrankenwagen sowohl als Krankentransportwagen als auch Rettungswagen eingesetzt werden. Die Ausstattung und weitere Merkmale sind in der EN 1789 geregelt, die den NKTW als Typ B – Emergency Ambulance definiert. Fahrzeuge dieses Typs werden auch mit einem zulässigen Gesamtgewicht von 3,88 Tonnen für den deutschen Bevölkerungsschutz beschafft und eingesetzt.
Weil seine Einsatzart variabel ist, nutzt man einen NKTW vornehmlich in ländlichen Regionen, er wird aber auch als aufrüstbarer NKTW in der Stadtrettung verwendet. Unterschiede zu einem vollwertigen Rettungswagen gemäß DIN EN 1789 (Typ C) bestehen lediglich in den ergonomischen Maßen sowie in der Ausstattung mit bestimmten Medizinprodukten.

## Aufgaben
Die Aufgaben eines Notfallkrankenwagens sind, je nach Verwendung, identisch mit denen eines Krankentransportwagens bzw. eines Rettungswagens:
- Notfalltransport
- Rendezvous-System mit dem Notarzteinsatzfahrzeug (NEF) als Notarztwagen-Ersatz.
- Versorgung des Patienten bis zum Eintreffen des Notarzteinsatzfahrzeuges (NEF) oder des Notarztwagens (NAW)
- Intensivtransporte in Begleitung eines in der Intensivmedizin erfahrenen Arztes (wenn kein Intensivtransportwagen zur Verfügung steht)
- Verlegungen von Krankenhaus zu Krankenhaus
- Transport ins Krankenhaus (Einweisung durch Hausarzt bzw. im Rahmen eines Sanitätsdienstes bei Großveranstaltungen)
- Transport zu einem Facharzt (Ordination, Ärztezentrum)
- Transport vom Krankenhaus oder Facharzt zurück nach Hause (Wohnung, Seniorenheim)
- Ambulanzfahrten, z. B. zur Dialyse oder zum Katheterwechsel – der Patient wird zur Behandlung gebracht und anschließend wieder zurückgefahren
- Durchführung des Transports von Blutkonserven, wenn keine anderen Fahrzeuge zur Verfügung stehen

## Besatzung
Die Besatzung eines Notfallkrankenwagens richtet sich jeweils nach den Landesrettungsdienstgesetzen und der jeweiligen Einsatzart (Krankentransport oder Notfallrettung).
Um flexibel auf ein wechselndes Einsatzgeschehen reagieren zu können, werden in Deutschland in Bundesländern, die als Höchstqualifizierten für den Krankentransport einen Rettungssanitäter fordern, zumeist umfassender ausgebildete Notfallsanitäter oder Rettungsassistenten eingesetzt. In Österreich werden sowohl Rettungssanitäter, als auch die besser qualifizierten Notfallsanitäter auf dem Notfallkrankenwagen eingesetzt.

## Technik

### Fahrzeugtypen
In einem Notfallkrankenwagen wird geringfügig weniger Ausrüstung als in einem Rettungswagen mitgeführt. Als Fahrzeuge sind Kleintransporter des Typs Mercedes Sprinter mit Kastenaufbau und (vor allem in Österreich) VW Transporter mit Hochdach am ehesten anzutreffen. Seltener anzutreffen sind Fahrzeuge der Typen Opel Vivaro oder Ford Transit.

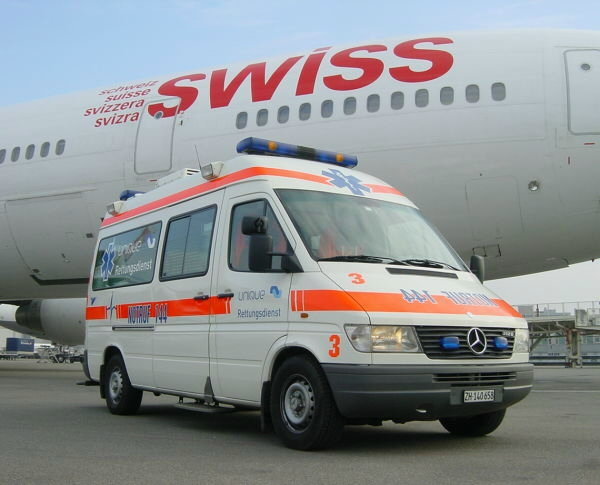
NKTW – Sprinter (Kastenaufbau)
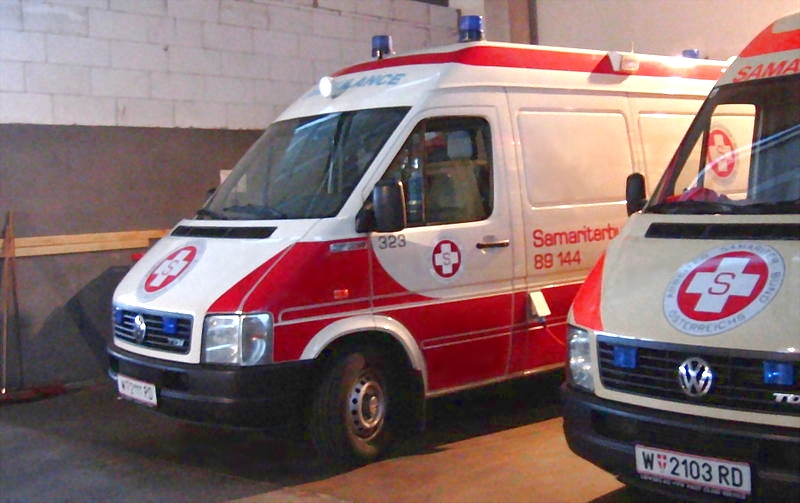
RTW – LT (Kastenaufbau)
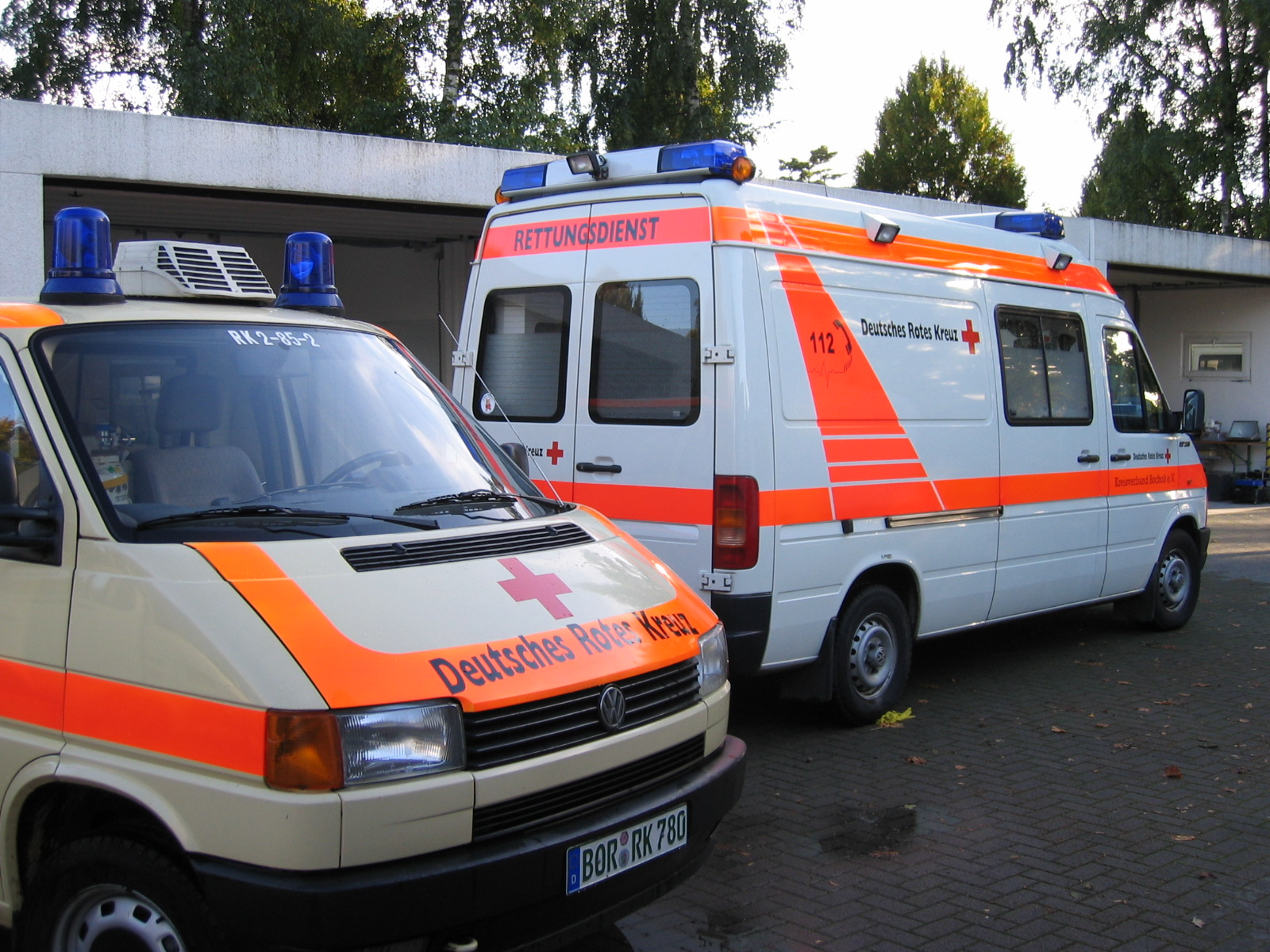
KTW und NKTW des Deutschen Roten Kreuzes
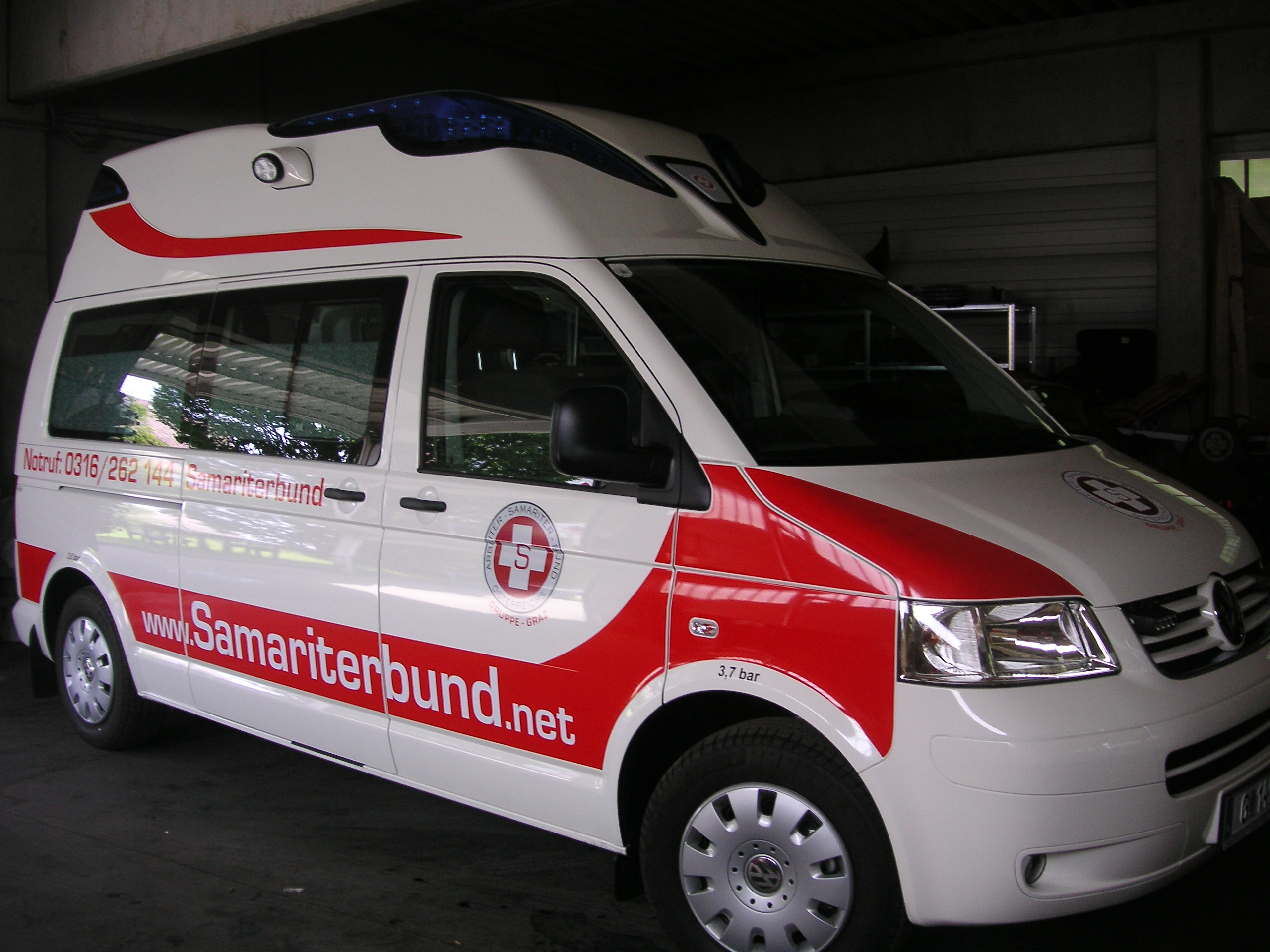
NKTW – VW T5 (Hochdach)

Am 20. Juni 2022 stellte das BBK einen Prototyp als Nachfolgemodell des von 2009 bis 2012 ausgelieferten KTW Typ B auf der Interschutz 2022 in Hannover vor. Das Basisfahrzeug ist weiterhin ein Mercedes-Benz Sprinter (aktuelle Baureihe) mit einer im Vergleich zum Vorgängermodell aufgewerteten Ausstattung wie bspw. einem 190 PS 4x4 Allrad-Automatikantrieb, einem Schlechtwegefahrwerk, einer Motorweiterlaufschaltung, einer Rückfahrkamera, einer Klimaanlage für den Fahrerraum sowie einer separat auf dem Dach verbauten Klimaanlage für den Patientenraum, einer LED-Umfeldbeleuchtung, einer LED-Sondersignalanlage mit dritter Kennleuchte und Frontblitzern sowie einem separaten Seitenfach mit Schiebetür auf der Fahrerseite für das Unterbringen der zweiten Trage außerhalb des Patientenraums. Auch die Notfallausstattung wurde verbessert, wodurch nun unter anderem eine Traumatasche mit Verbandmaterial, Tourniquets, eine Beckenschlinge und Schienungsmaterialien im Fahrzeug zu finden sind. Aufgrund des Allradantriebes und baulicher Veränderungen innerhalb des Fahrzeuges ist die zulässige Gesamtmasse im Vergleich zum Vorgängermodell von 3,88 t auf 5,5 t gestiegen. Die erste Auslieferung ist mit 180 Fahrzeugen für Ende 2022 / Anfang 2023 geplant und ist dafür vorgesehen, die Vielerorts noch im Einsatz befindlichen 4-Trage-Wagen zu ersetzen. Fahrzeugausbauer sind die Firma Wietmarscher Ambulanz- und Sonderfahrzeuge und die Firma Miesen (beide jeweils mit 90 Fahrzeugen).

### Ausstattung

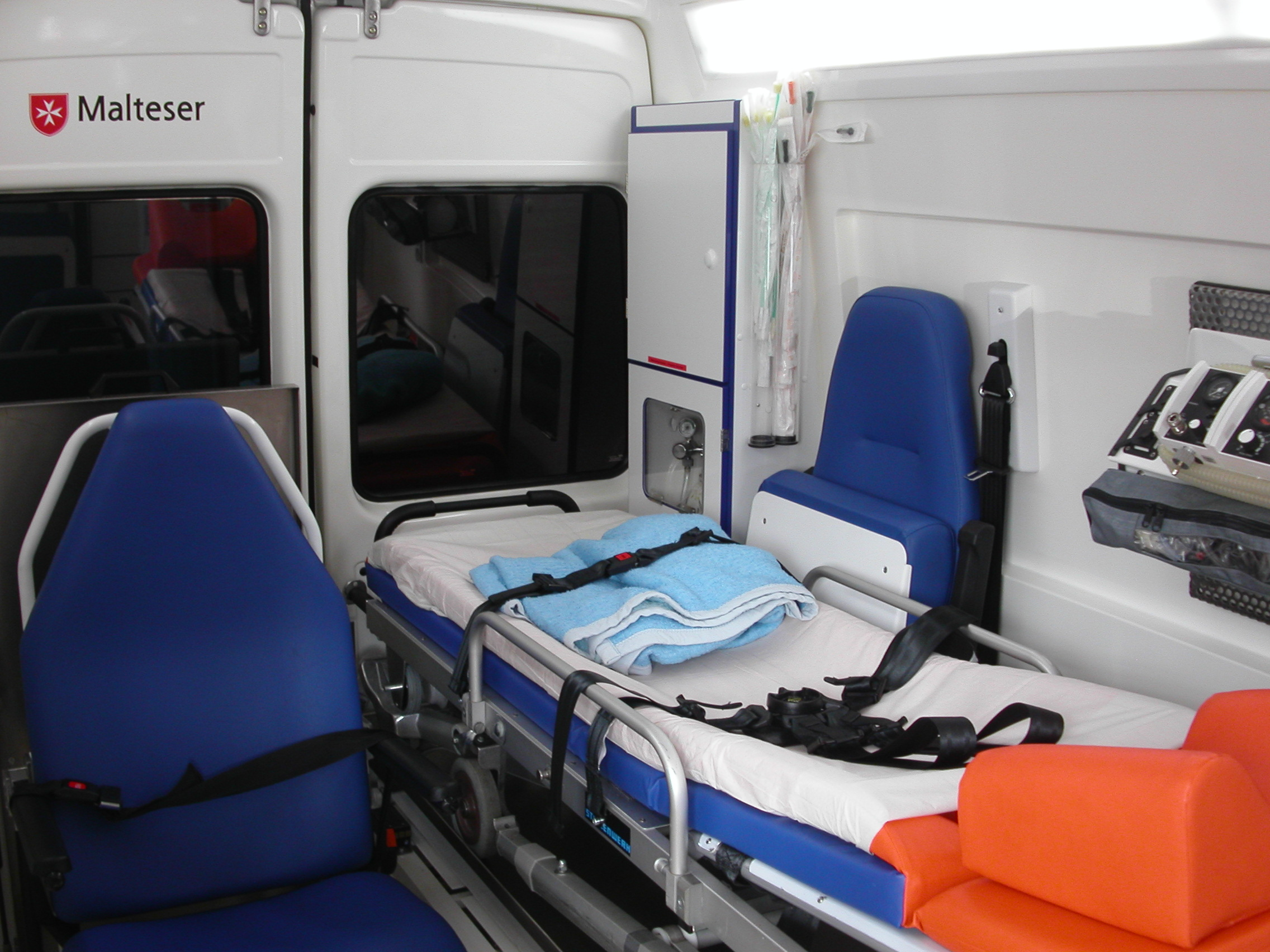
Innenansicht mit Trage und Tragestuhl

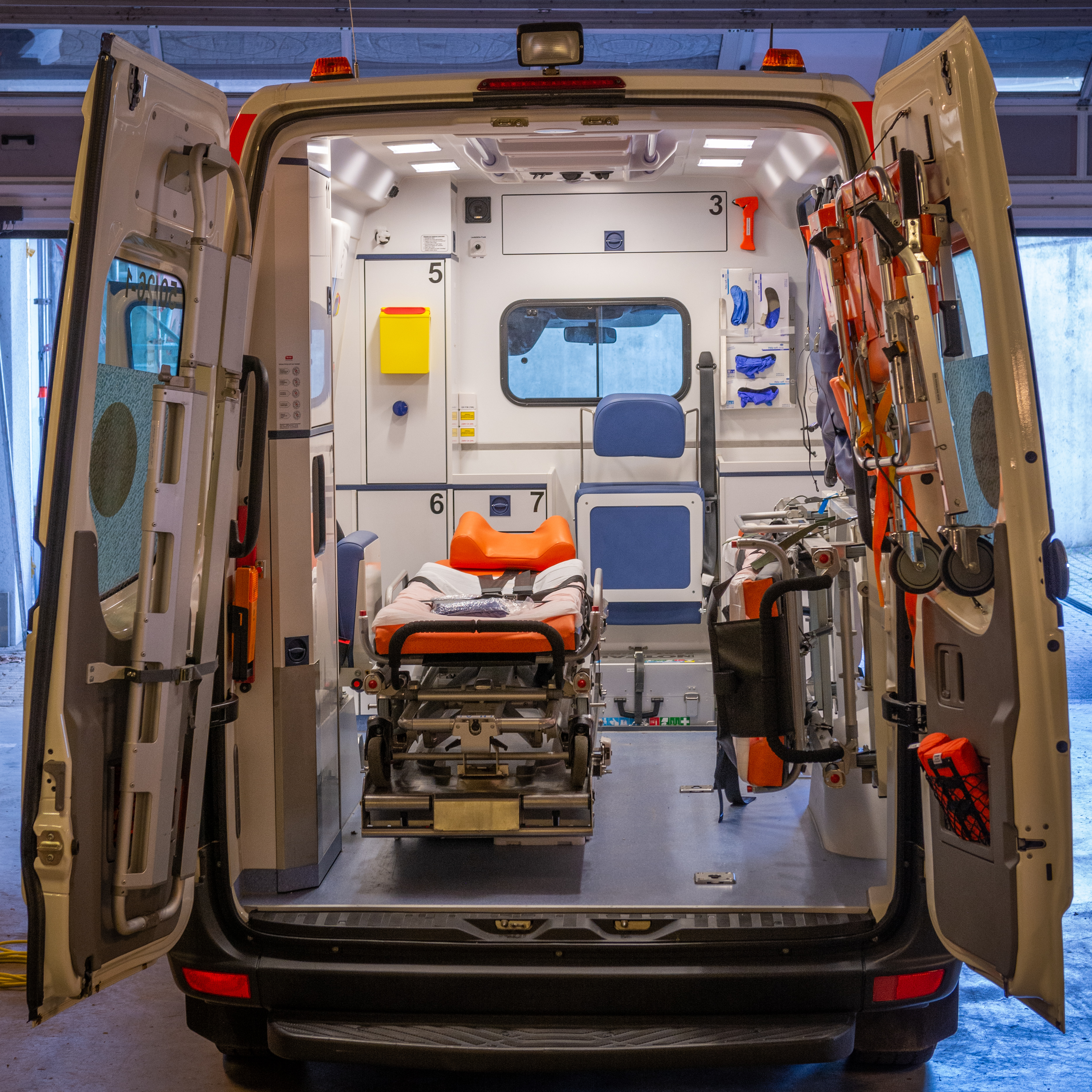
Blick in den Patienenraum von der Hecktüre

Die Abmessungen und die Ausstattungsmerkmale von Notfallkrankenwagen sind europaweit genormt. Im Wesentlichen besteht die konkrete Mindestausstattung aus Trage, einer Sauerstoffanlage, Absaugpumpe, einer tragbaren Notfallausrüstung inklusive EKG-Monitor sowie Verbandmaterial. Weiteres medizinisches Gerät ist eine freiwillige Leistung des Rettungsdienstträgers oder aufgrund örtlicher Regelungen vorhanden und variiert daher stark.

### Farbgebung
Als Grundfarben sind weiß, rot und elfenbein (RAL 1014) am weitesten verbreitet. Inzwischen sind auch Schwefel- bzw. Eurogelb (RAL 1016) gebräuchlich. Oft werden die Fahrzeuge mit umlaufenden kontrastfarbigen Streifen oder Folien-Beklebung (z. B. „Tagesleuchtrot“ nach RAL 3024) und Reflexmaterial ergänzt. Zur besseren Identifizierung sind die Fahrzeuge außerdem oft mit Logos der Betreiber-Organisationen, der Bezeichnung „Rettungsdienst“ oder „Notfallkrankenwagen“ und ihrem Funkrufnamen beklebt. Hierbei sind regionale Unterschiede und Gesetzgebungen zu beachten.

### Kommunikation
Der Notfallkrankenwagen ist ständig per Funk mit der Leitstelle verbunden. In Deutschland im öffentlichen Rettungsdienst über den BOS-Funk. In Österreich wird zurzeit an einem bundesweit einheitlichen Funksystem für Einsatzorganisationen gearbeitet (siehe Funksystem der BOS in Österreich). Zur Verfügung stehen einerseits der klassische Sprechfunk als auch teilweise ein spezieller Datenfunk (Deutschland: POCSAG oder Funkmeldesystem), über den von der Rettungsleitstelle die Transportinformationen wie Berufungsort, Abgabeort, Patientenname und Ähnliches übermittelt werden können. Über den Datenfunk ist es dem Rettungspersonal auch möglich, einfache Angaben über die Position und Einsatzbereitschaft („Status“) des eigenen Fahrzeugs zu machen, in einigen Gegenden besitzen die Fahrzeuge auch GPS-Ortungssender, sodass alle Standorte der Fahrzeuge in Echtzeit an die Leitstelle übermittelt werden. Eine mitunter oft genutzte alternative Kommunikationsmöglichkeit sind handelsübliche Mobiltelefone, die vor allem in Fällen von Überlastung oder Ausfällen des Funksystems zum Einsatz kommen.
Seit der Jahrtausendwende findet kostengünstig gewordene GSM- und GPS-Technologie mehr und mehr Einzug in das Kommunikations- und Koordinationsgeschehen. Die letzte technische Weiterentwicklung stellen abhörsichere und leistungsfähige digitale Funksysteme (z. B. TETRA) dar, die im Katastrophenfall behördenübergreifend eingesetzt werden können.

### Kritik
Die DIVI steht dem Einsatz von Notfallkrankenwagen des Norm-Typs B kritisch gegenüber (Gemeinsame Stellungnahme der DIVI zum Typ B und Typ C). Sie bemängelt unter anderem eine unzureichende Ausstattung und fehlenden ergonomischen Freiraum für Behandelnde.

## Österreich
Entsprechende Fahrzeuge werden in Österreich auch Sanitätseinsatzwagen (SEW) genannt. Da in Österreich Fahrzeugbeschaffung und -ausstattung von Bundesland zu Bundesland variieren und jede Organisation ihre Fahrzeuge selbst beschafft und ausstattet, sind diese durchwegs sehr verschieden.
In einigen Bundesländern werden Rettungswagen gemäß DIN EN 1789 Typ C mit einer umfangreichen Ausstattung aus Kostengründen nicht oder nur in Ballungsräumen vorgehalten – daher werden Notfallkrankenwagen (Typ B) eingesetzt, die sowohl Krankentransporte durchführen als auch zu primären Notfällen entsandt werden. Eine Mindestausstattung ist vorgeschrieben.
So finden sich beispielsweise in Wien, Salzburg und Vorarlberg häufig VW Crafter oder Mercedes Sprinter mit sehr umfangreicher Ausstattung. In anderen Bundesländern wird häufig zu VW Transporter als Fahrzeug gegriffen und kostenintensive Ausstattung wie EKG oder Beatmungsgerät nur auf den NEF mitgeführt.